# Otomar Kubala
Otomar Kubala (Lakšárska Nová Ves, 26 gennaio 1906 – Bratislava, 28 agosto 1946) è stato un militare slovacco, servì come comandante della Guardia Hlinka, un'organizzazione di ispirazione fascista, durante la rivolta nazionale slovacca.
Dopo la guerra fu processato per tradimento, condannato e giustiziato.

## Biografia

### Carriera
Kubala frequentò un istituto per insegnanti a Modra dal 1920 al 1924 e poi lavorò come insegnante e preside per 10 anni. Kubala si unì alla Guardia Hlinka nel novembre 1938, nel 1939 fu il comandante locale. Già negli anni '30 pubblicò alcuni articoli con ideali fascisti sul giornale Gardista e nel 1941 divenne caporedattore del giornale.

### Morte
A causa della graduale avanzata dell'Armata Rossa sulla Slovacchia, Kubala organizzò una ritirata delle rimanenti unità slovacche nella Boemia meridionale, dove si arrese alle forze statunitensi a Strakonice. Successivamente fu estradato in Cecoslovacchia e condannato a morte mediante fucilazione per crimini contro l'umanità e giustiziato come criminale di guerra.

### Approfondimenti
- Anton Hruboň, Hlinkova garda v siločiarach domácej politiky v zlomovom roku 1943, in Acta historica Neosoliensia Vedecký časopis pre historické vedy, vol. 17, 1–2, 2014,  pp. 78-93, ISSN 1336-9148 (WC · ACNP).